# 博伊登 (愛荷華州)
博伊登（英語：Boyden）是一個位於美國愛荷華州蘇縣的城市。

## 地理
博伊登的座標為43°11′25″N 96°00′13″W / 43.19028°N 96.00361°W，而該地的平均海拔高度為433米（即1421英尺）。

## 人口
根據2010年美國人口普查的數據，博伊登的面積為1.94平方千米，當中陸地面積為1.94平方千米，而水域面積為0.00平方千米。當地共有人口707人，而人口密度為每平方千米364人。